# Ardour
Pour les articles homonymes, voir Ardour (homonymie).
Ardour est une station audio-numérique libre souvent présentée comme une alternative libre au logiciel Pro Tools.
Elle est disponible sur Linux, macOS, Windows et Solaris.
Son principal auteur est Paul Davis, qui est également l'auteur du serveur de sons JACK.

## Caractéristiques
Comme c'est un logiciel libre, il n'y a pas de protection anti-copie, sa copie et sa modification sont encouragées, et le développement est réparti sur la planète entière.

### Fonctions de base
- Nombre illimité de pistes ou de bus
- Édition non destructive et non linéaire avec un nombre illimité d'annulations (c'est-à-dire « défaire » ou « undo »)
- Routage du signal Anything-to-anywhere
- Nombre illimité de plugins pré- et postfader
- cheminement audio en virgule flottante 32 bits
- Compensation automatique de la latence des pistes
- Sample accurate automation
- lecture synchronisée à la vidéo (précision à la frame vidéo), pull up/pull down. L'interface permet de visualiser la vidéo et la position dans la vidéo.

### Plugins
- Support complet des plugins Audio unit sur macOS
- Plus de 200 modules d'effets LADSPA et LV2 disponibles librement
- Support VST sur les différentes plateformes. Sous Linux il est possible d'utiliser à la fois les greffons Linux VST natifs[4],[5] ou bien les versions pour Windows (fst, dssi-vst), grâce à Wine.

### MIDI
- Contrôle des MIDI CC en 1 click
- Level 2 MIDI Machine Control
- MIDI Timecode (MTC) Master ou Slave

### Formats et API
- Support des formats de fichier standards (BWF, WAV, WAV64, AIFF, CAF, FLAC (notamment mode virgule flottante), Ogg/Vorbis, mp3…)
- Pleine intégration avec toutes les applications compatibles JACK
- Fichier de session au format XML
- Pour macOS, fonctionne sur tout matériel supporté par Core Audio
- Pour Linux, fonctionne sur tout matériel supporté par ALSA (cartes et processeurs sonores) et FFADO (en) (connectées via port FireWire)
- Audio via réseau grâce à NetJack

L'éditeur vidéo non-linéaire Flowblade, depuis la version 2.4, sortie en décembre 2019, permet d'exporter la partie audio au format Ardour. Cela permet, une fois la synchronisation son et image effectuée, de dédier le développement de la partie audio à un spécialiste sur une plateforme dédiée et spécialisée.